# Izanagi

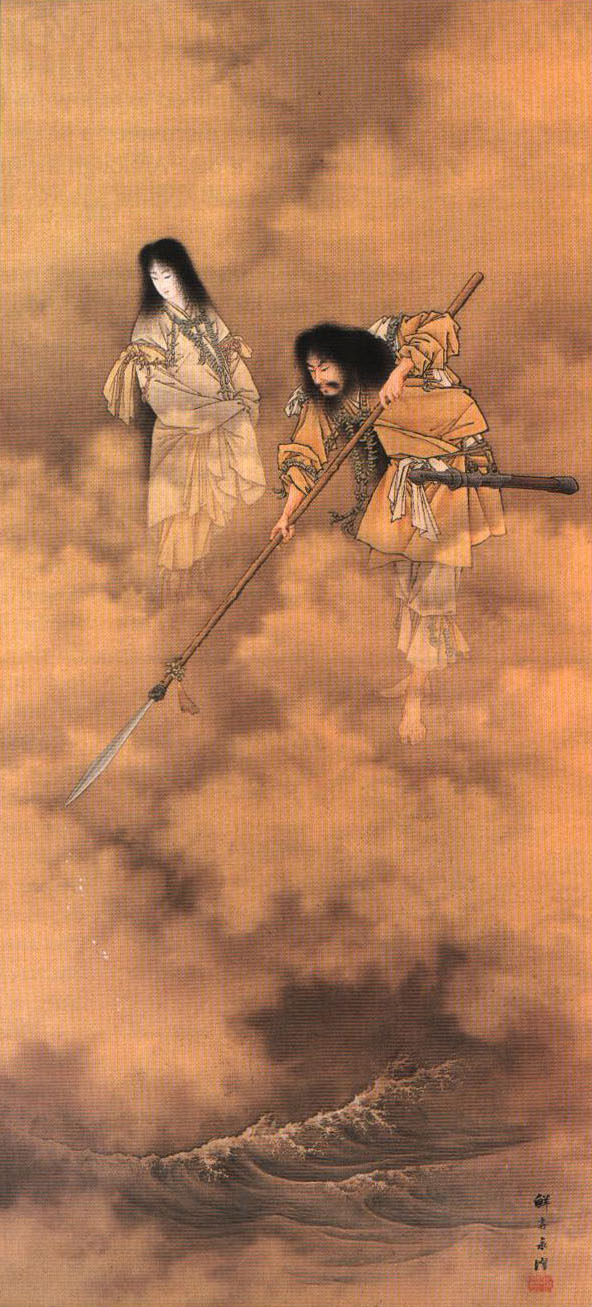
Izanagi (derecha) e Izanami (izquierda). Pintura de Eitaku Kobayashi (era Meiji).

Izanagi (japonés: イザナギ, registrado en el Kojiki como 伊邪那岐, y en el Nihonshoki como 伊弉諾; también escrito como 伊弉諾尊) es una deidad nacida de las siete generaciones divinas en la mitología japonesa y en el sintoísmo, es también referido en el Kojiki como "el hombre que invita" o Izanagi-no-mikoto.
Él y su esposa Izanami crearon muchas islas, deidades y antepasados de Japón. Cuando Izanami murió dando a luz, Izanagi intentó (pero falló) rescatarla del Yomi (el inframundo). En el rito de limpieza posterior a su regreso, él engendró a Amaterasu (la diosa del Sol) de su ojo izquierdo, Tsukuyomi (el dios de la Luna) de su ojo derecho, y Susanoo (el dios de las tormentas y tempestades) de su nariz.
La historia de Izanagi e Izanami tiene parecido con el mito griego de Orfeo y Eurídice. Pero hay también grandes diferencias. Cuando Izanagi mira antes de tiempo a su esposa, él contempla su monstruoso e infernal estado y ella se avergüenza y enfurece, por lo que le persigue para matarle. En esto se asemeja en cierto modo al mito de Cupido y Psique, aunque al contrario (Psique teme que Cupido fuera un monstruo, pero descubre en su lugar a un hermoso joven). Izanami falla, pero promete matar a mil personas cada día. Izanagi replica que mil quinientas personas nacerán.